# Fußball-Verbandsliga Südwest
Die Verbandsliga Südwest ist die höchste Spielklasse des Südwestdeutschen Fußballverbandes, einem der 21 Landesverbände des Deutschen Fußball-Bundes. Aktuell stellt die Verbandsliga im deutschen Fußball-Ligasystem die 6. Spielklasse dar. Die Liga hat ihr Einzugsgebiet im südlichen Teil des Landes Rheinland-Pfalz. Die nächsthöhere Spielklasse ist die Oberliga Rheinland-Pfalz/Saar, die vom Fußball-Regional-Verband Südwest organisiert wird und bis zur Saison 2011/12 als Oberliga Südwest firmierte. Unterhalb der Verbandsliga Südwest fungieren als siebte Spielklasse zwei Landesligen, die in eine Staffel West (Fußballkreise Bad Kreuznach, Birkenfeld, Kaiserslautern-Donnersberg, Kusel-Kaiserslautern, Pirmasens-Zweibrücken) und eine Staffel Ost (Fußballkreise Mainz-Bingen, Alzey-Worms, Rhein-Pfalz, Rhein-Mittelhaardt, Südpfalz) aufgegliedert sind.
Auf der 6. Ebene des Männerfußballs spielen im Fußball-Regionalverband Südwest parallel zu den 17 Vereinen der Verbandsliga Südwest 18 Vereine der Rheinlandliga (nördlicher Teil von Rheinland-Pfalz) und 18 Vereine der Saarlandliga.

## Mitglieder der Verbandsliga Südwest
In der Saison 2025/26 gehörten der Verbandsliga Südwest die folgenden 17 Vereine an:
- TuS Mechtersheim (Absteiger aus der Oberliga Rheinland-Pfalz/Saar)
- Viktoria Herxheim (Absteiger aus der Oberliga Rheinland-Pfalz/Saar)
- SV Morlautern (Absteiger aus der Oberliga Rheinland-Pfalz/Saar)
- Jahn Zeiskam
- TSG 1846 Bretzenheim
- TuS Marienborn
- FC Basara Mainz
- TuS 07 Steinbach
- SV Steinwenden
- Eintracht Bad Kreuznach
- FSV Offenheim
- VfB Bodenheim
- SG Hüffelsheim (Aufsteiger aus der Landesliga West)
- TuS Hohenecken (Aufsteiger aus der Landesliga West)
- FC Bienwald Kandel (Aufsteiger aus der Landesliga Ost)

## Geschichte
Die Liga wurde unter der Bezeichnung „Amateurliga Südwest“ zur Saison 1952/53 eingeführt, nachdem die Amateurligen Rheinhessen, Westpfalz und Vorderpfalz zusammengelegt wurden. Sie stellte damals den Unterbau zur 2. Liga Südwest dar und war somit in der Gesamtligenhierachie drittklassig. Gleiches galt nach der Einführung der Regionalliga Südwest als zweithöchste Spielklasse. Ab der Spielzeit 1974/75 fungierte die Liga als Unterbau zur neu eingeführten 2. Fußball-Bundesliga, wobei der Südwestmeister gegen die Meister der Amateurliga Rheinland und der Amateurliga Saar in einer Aufstiegsrunde einen Aufsteiger in die Südstaffel der 2. Bundesliga ermittelte. Ab der Saison 1978/79 wurde die Oberliga Südwest als höchste Amateurspielklasse (wieder-)eingeführt. Die Spielklasse wurde in „Verbandsliga Südwest“ umbenannt und war ab diesem Zeitpunkt nur noch viertklassig. Der Meister stieg jeweils in die Oberliga auf. Seit Einführung der drittklassigen Regionalligen zur Saison 1994/95 stellte die Verbandsliga Südwest nur noch die fünfthöchste Spielklasse und nach Einführung der 3. Liga ab der Saison 2008/09 nur noch die sechsthöchste Stufe im deutschen Ligafußball dar.

## Meister der Amateurliga Südwest/Verbandsliga Südwest

### Amateurliga Südwest
- 1952/53: BSC Oppau  ▲
- 1953/54: SpVgg Weisenau  ▲
- 1954/55: 1. FC Sobernheim
- 1955/56: SV Normannia Pfiffligheim
- 1956/57: Hassia Bingen
- 1957/58: Ludwigshafener SC  ▲
- 1958/59: Hassia Bingen  ▲
- 1959/60: 1. FC Kaiserslautern Amateure
- 1960/61: 1. FC Sobernheim  ▲
- 1961/62: Phönix Bellheim  ▲
- 1962/63: ASV Landau  ▲
- 1963/64: Eintracht Bad Kreuznach
- 1964/65: SV Alsenborn  ▲
- 1965/66: VfR Kaiserslautern
- 1966/67: Ludwigshafener SC  ▲
- 1967/68: 1. FC Kaiserslautern Amateure
- 1968/69: ASV Landau  ▲
- 1969/70: VfR Frankenthal  ▲
- 1970/71: Phönix Bellheim  ▲
- 1971/72: Eintracht Bad Kreuznach
- 1972/73: Eintracht Bad Kreuznach  ▲
- 1973/74: FK Clausen
- 1974/75: Eintracht Bad Kreuznach  ▲
- 1975/76: Wormatia Worms
- 1976/77: Wormatia Worms  ▲
- 1977/78: 1. FSV Mainz 05  ▲

Anmerkungen:
- Mit einem  ▲ markierte Mannschaften stiegen in die 2. Liga Südwest, Regionalliga Südwest oder 2. Bundesliga Süd  auf.
- In der Spielzeit 1959/60 stieg anstatt des nicht aufstiegsberechtigten 1. FC Kaiserslautern Amateure der Vizemeister FSV Schifferstadt auf.
- In der Spielzeit 1967/68 stieg anstatt des nicht aufstiegsberechtigten 1. FC Kaiserslautern Amateure der Vizemeister FV Speyer auf.
- In der Spielzeit 1977/78 stiegen außerdem Hassia Bingen (2.), Eintracht Bad Kreuznach (3.), Südwest Ludwigshafen (4.) und 1. FC Kaiserslautern Amateure (5.) in die neugeschaffene Oberliga Südwest auf.

### Verbandsliga Südwest
- 1978/79: SV Viktoria Herxheim
- 1979/80: TuS Landstuhl
- 1980/81: FK Clausen
- 1981/82: VfL Neustadt
- 1982/83: 1. FC Kaiserslautern Amateure
- 1983/84: SC Birkenfeld
- 1984/85: FK Clausen
- 1985/86: SV Edenkoben
- 1986/87: Viktoria Herxheim
- 1987/88: SV Edenkoben
- 1988/89: SV Geinsheim
- 1989/90: SC Hauenstein
- 1990/91: Viktoria Herxheim
- 1991/92: TSG Pfeddersheim
- 1992/93: SC Hauenstein
- 1993/94: 1. FC Kaiserslautern Amateure
- 1994/95: SC 07 Idar-Oberstein
- 1995/96: RWO Alzey
- 1996/97: FK Pirmasens
- 1997/98: Wormatia Worms
- 1998/99: FSV Mainz 05 Amateure
- 1999/00: Eintracht Bad Kreuznach
- 2000/01: SpVgg Ingelheim
- 2001/02: SV Weingarten
- 2002/03: Hassia Bingen
- 2003/04: TuS Mechtersheim
- 2004/05: FSV Oggersheim
- 2005/06: TuS Hohenecken
- 2006/07: SC 07 Idar-Oberstein
- 2007/08: SV Niederauerbach
- 2008/09: Hassia Bingen
- 2009/10: SV Gonsenheim
- 2010/11: Arminia Ludwigshafen
- 2011/12: TSG Pfeddersheim
- 2012/13: SV Alemannia Waldalgesheim
- 2013/14: TSV Schott Mainz
- 2014/15: FK Pirmasens II
- 2015/16: TuS Mechtersheim
- 2016/17: FV Dudenhofen
- 2017/18: Arminia Ludwigshafen
- 2018/19: SV Gonsenheim
- 2019/20: SV Alemannia Waldalgesheim
- 2020/21: keiner
- 2021/22: SV Morlautern
- 2022/23: VfR Baumholder
- 2023/24: SC 07 Idar-Oberstein
- 2024/25: FV Dudenhofen
- 2025/26: laufend

Anmerkungen:
- In die Spielzeiten 1993/94 und 2017/18 stieg außerdem Vizemeister Hassia Bingen auf.
- In der Spielzeit 2007/08 stieg außerdem Vizemeister SV Alemannia Waldalgesheim auf.
- In der Spielzeit 2015/16 stieg außerdem Vizemeister SV Morlautern auf.
- In der Spielzeit 2016/17 stieg außerdem Vizemeister SC 07 Idar-Oberstein auf.
- In der Spielzeit 2019/20 stieg außerdem Vizemeister FC Speyer 09 auf.
- In der Spielzeit 2023/24 stieg außerdem Vizemeister SV Viktoria Herxheim auf.
- In der Spielzeit 2024/25 stieg außerdem Vizemeister TSV Gau-Odernheim auf.

## Rekordmeister
| Rang | Verein                     | Titel | Spielzeiten                  |
| ---- | -------------------------- | ----- | ---------------------------- |
| 1.   | Eintracht Bad Kreuznach    | 5     | 1964, 1972, 1973, 1975, 2000 |
| 2.   | 1. FC Kaiserslautern II    | 4     | 1960, 1968, 1983, 1994       |
|      | Hassia Bingen              | 4     | 1957, 1959, 2003, 2009       |
| 4.   | SC 07 Idar-Oberstein       | 3     | 1995, 2007, 2024             |
|      | FK Clausen                 | 3     | 1974, 1981, 1985             |
|      | Wormatia Worms             | 3     | 1976, 1977, 1998             |
|      | SV Viktoria Herxheim       | 3     | 1979, 1987, 1991             |
| 7.   | 1. FC Sobernheim           | 2     | 1955, 1961                   |
|      | Ludwigshafener SC          | 2     | 1958, 1967                   |
|      | ASV Landau                 | 2     | 1963, 1969                   |
|      | Phönix Bellheim            | 2     | 1962, 1971                   |
|      | SV Edenkoben               | 2     | 1986, 1988                   |
|      | SC Hauenstein              | 2     | 1990, 1993                   |
|      | TSG Pfeddersheim           | 2     | 1992, 2012                   |
|      | TuS Mechtersheim           | 2     | 2004, 2016                   |
|      | SV Gonsenheim              | 2     | 2010, 2019                   |
|      | Arminia Ludwigshafen       | 2     | 2011, 2018                   |
|      | SV Alemannia Waldalgesheim | 2     | 2013, 2020                   |
|      | FV Dudenhofen              | 2     | 2017, 2025                   |
| 20.  | BSC Oppau                  | 1     | 1953                         |
|      | SV Weisenau                | 1     | 1954                         |
|      | SV Normannia Pfiffligheim  | 1     | 1956                         |
|      | SV Alsenborn               | 1     | 1965                         |
|      | VfR Kaiserslautern         | 1     | 1966                         |
|      | VfR Frankenthal            | 1     | 1970                         |
|      | 1. FSV Mainz 05            | 1     | 1978                         |
|      | TuS Landstuhl              | 1     | 1980                         |
|      | VfL Neustadt/Weinstraße    | 1     | 1982                         |
|      | SC Birkenfeld              | 1     | 1984                         |
|      | SV 1920 Geinsheim          | 1     | 1989                         |
|      | RWO Alzey                  | 1     | 1996                         |
|      | FK Pirmasens               | 1     | 1997                         |
|      | 1. FSV Mainz 05 II         | 1     | 1999                         |
|      | SpVgg Ingelheim            | 1     | 2001                         |
|      | SV Weingarten (Pfalz)      | 1     | 2002                         |
|      | TuS Hohenecken             | 1     | 2005                         |
|      | FSV Oggersheim             | 1     | 2006                         |
|      | SVN Zweibrücken            | 1     | 2008                         |
|      | TSV Schott Mainz           | 1     | 2014                         |
|      | FK Pirmasens II            | 1     | 2015                         |
|      | SV Morlautern              | 1     | 2022                         |
|      | VfR Baumholder             | 1     | 2023                         |

## Teilnehmer der Amateurliga Südwest/Verbandsliga Südwest
Stand: nach der Saison 2023/24
Fettgedruckte Vereine spielen in der Saison 2025/26 in der Verbandsliga Südwest. In der dritten Spalte (Jahre) ist angegeben, wie viele komplette Spielzeiten der Verein schon in der Amateurliga Südwest/Verbandsliga Südwest gespielt hat. Aktuell hat TB Jahn Zeiskam die meiste Spielzeit mit 34 Jahren in der Amateurliga Südwest/Verbandsliga Südwest. TB Jahn Zeiskam spielt ununterbrochen seit 2008/09 in der Verbandsliga Südwest. Jüngster Neuzugang ist der VfB Bodenheim, der seit 2024/25 erstmals in die Verbandsliga Südwest spielt.
| Rang                            | Verein                                      | Anzahl Spielzeiten | beste Platzierung | Anzahl Meistertitel | Spielzeiten |
| ------------------------------- | ------------------------------------------- | ------------------ | ----------------- | ------------------- | --- |
| 1.                              | TB Jahn Zeiskam                             | 33+                | 2.                | –                   | 1990/91–2006/07 (17), 2008/09– (17) |
| 2.                              | FK Clausen                                  | 33                 | 1.                | 3                   | 1966/67–1967/68 (2), 1970/71–1980/81 (11), 1983/84–1984/85 (2), 1987/88–2004/05 (18) |
|                                 | VfR Baumholder                              | 33                 | 1.                | 1                   | 1956/57–1971/72 (16), 1977/78–1982/83 (6), 1985/86–1991/92 (7), 2020/21-2022/23 (3), 2024/25 (1) |
| 4.                              | SpVgg Ingelheim                             | 31                 | 1.                | 1                   | 1952/53–1956/57 (5), 1985/86–1996/97 (12), 1998/99–2000/01 (3), 2005/06–2015/16 (11) |
| 5.                              | Ludwigshafener SC                           | 30                 | 1.                | f2                  | 1957/58 (1), 1966/67 (1), 1968/69–1975/76 (8), 1977/78–1986/87 (10), 2008/09–2017/18 (10) |
| 6.                              | Eintracht Bad Kreuznach                     | 29+                | 1.                | 5                   | 1963/64–1966/67 (4), 1971/72–1972/73 (2), 1974/75 (1), 1976/77–1977/78 (2), 1983/84–1984/85 (2) (2. Mannschaft), 1988/89–1992/93 (5), 1997/98–1999/00 (3), 2008/09–2009/10 (2), 2016/17–2021/22 (6), 2023/24– (3) |
| 7.                              | TuS Hohenecken                              | 28                 | 1.                | 1                   | 1987/88–1995/96 (9), 2000/01–2005/06 (6), 2007/08–2014/15 (8), 2016/17–2017/18 (2), 2020/21– 2023/24 (3) |
| 8.                              | Hassia Bingen                               | 28                 | 1.                | 4                   | 1956/57–1958/59 (3), 1963/64–1967/68 (5), 1974/75–1977/78 (4), 1991/92–1993/94 (3), 2001/02–2002/03 (2), 2006/07–2008/09 (3), 2010/11–2012/13 (3), 2015/16–2017/18 (3), 2022/23–2023/24 (2)                       |
| 9.                              | SV Viktoria Herxheim                        | 27+                | 1.                | 3                   | 1975/76–1978/79 (4), 1981/82–1986/87 (6), 1989/90–1990/91 (2), 1993/94–2006/07 (14), 2023/24 (1), 2025/26 - (1)                                                                                                   |
| 10.                             | FV Speyer (heute FC Speyer 09)              | 26                 | 2.                | –                   | 1963/64 (1), 1967/68 (1), 1974/75–1976/77 (3), 1983/84–1990/91 (8), 1995/96–2003/04 (9), 2016/17–2019/20 (3), 2022/23 (1)                                                                                         |
| 11.                             | VfL Neustadt/Weinstraße                     | 25                 | 1.                | 1                   | 1953/54–1965/66 (13), 1980/81–1981/82 (2), 1983/84–1986/87 (4), 1996/97–1998/99 (3), 2012/13–2014/15 (3) |
| 12.                             | ASV Landau                                  | 24                 | 1.                | 2                   | 1960/61–1962/63 (3), 1964/65–1968/69 (5), 1974/75–1978/79 (5), 1982/83–1990/91 (9), 1994/95–1995/96 (2) (1974/75–1977/78 als Gummi Mayer Landau)                                                                  |
|                                 | 1. FC Kaiserslautern II                     | 24                 | 1.                | 4                   | 1957/58–1977/78 (21), 1982/83, 1992/93–1993/94 (2) |
| 14.                             | VfR Grünstadt                               | 23                 | 2.                | –                   | 1979/80–1990/91 (12), 1996/97–2006/07 (11) |
| 15.                             | 1. FC 08 Haßloch                            | 22                 | 3.                | –                   | 1976/77–1979/80 (4), 1991/92 (1), 1994/95–2010/11 (17) |
| 16.                             | Südwest Ludwigshafen                        | 21                 | 2.                | –                   | 1974/75–1977/78 (4), 1996/97–2000/01 (5), 2002/03–2013/14 (12) |
|                                 | Phönix Bellheim                             | 21                 | 1.                | 2                   | 1952/53–1956/57 (5), 1958/59–1961/62 (4), 1967/68–1970/71 (4), 1973/74, 1985/86–1991/92 (7) |
| 18.                             | FSV Schifferstadt                           | 20                 | 2.                | –                   | 1952/53–1959/60 (8), 1963/64–1972/73 (10), 1981/82–1982/83 (2) |
| 19.                             | SV Gonsenheim                               | 18                 | 1.                | 2                   | 1952/53–1958/59 (7), 1964/65, 1967/68–1970/71 (4), 2005/06–2009/10 (5), 2018/19 (1) |
|                                 | SC Hauenstein                               | 18                 | 1.                | 2                   | 1960/61–1968/69 (9), 1986/87–1989/90 (4), 1991/92–1992/93 (2), 2017/18–2018/19 (2), 2024/25 (1) |
|                                 | FV Dudenhofen                               | 17                 | 1.                | 2                   | 1970/71–1972/73 (3), 1987/88–1988/89 (2), 2007/08–2016/17 (10), 2018/19 (1), 2024/25 (1) |
| 22.                             | FC Rodalben                                 | 17                 | 2.                | –                   | 1962/63–1965/66 (4), 1969/70–1981/82 (13) |
|                                 | SC 07 Idar-Oberstein                        | 17                 | 1.                | 3                   | SpVgg Idar: 1952/53–1955/56 (4) 1. FC Idar: 1954/55 (1), 1961/62 (1) SC 07 Idar-Oberstein: 1994/95 (1), 2005/06–2006/07 (2), 2015/16–2016/17 (3), 2019/20–2023/24 (5)                                             |
| 24.                             | Arminia Ludwigshafen                        | 16                 | 1.                | 2                   | 1966/67–1974/75 (9), 2005/06–2010/11 (6), 2017/18 (1) (1966/67–1968/69 als Arminia Rheingönheim) |
|                                 | 1. FC Sobernheim                            | 16                 | 1.                | 2                   | 1952/53 (1), 1954/55–1960/61 (7), 1962/63–1966/67 (5), 1968/69 (1), 1976/77–1977/78 (2) |
|                                 | VfR Frankenthal                             | 16                 | 1.                | 1                   | 1969/70 (1), 1972/73–1986/87 (15) |
|                                 | VfR Kirn                                    | 16                 | 2.                | –                   | 1959/60–1961/62 (3), 1963/64–1969/70 (7), 1974/75–1978/79 (5), 2005/06 |
|                                 | ASV Fußgönheim                              | 16                 | 6.                | –                   | 2003/04–2009/10 (7), 2013/14–2022/23(9) |
| 29.                             | FC Dahn                                     | 15                 | 3.                | –                   | 1959/60–1965/66 (7), 1991/92–1998/99 (8) |
|                                 | SV 1920 Geinsheim                           | 15                 | 1.                | 1                   | 1978/79–1988/89 (11), 1993/94–1995/96 (3), 1997/98 (1) |
| 31.                             | VfR Kaiserslautern                          | 14                 | 1.                | 1                   | 1965/66–1974/75 (10), 1979/80–1980/81 (2), 1982/83–1983/84 (2) |
| 32.                             | SV Alsenborn                                | 13                 | 1.                | 1                   | 1952/53–1954/55 (3), 1964/65 (1), 1974/75–1975/76 (2), 1978/79–1981/82 (4), 1983/84–1985/86 (3) |
|                                 | SG Rieschweiler                             | 13                 | 5.                | –                   | 2000/01 (1), 2004/05–2005/06 (2), 2010/11 (1), 2012/13–2021/22 (9) |
| 34.                             | FVgg Mombach 03                             | 12                 | 2.                | –                   | 1960/61–1971/72 (12) |
|                                 | SG 05 Pirmasens                             | 12                 | 7.                | –                   | 1956/57–1962/63 (7), 1977/78–1981/82 (5) |
| 36.                             | Alemannia Waldalgesheim                     | 11+                | 1.                | 2                   | 2004/05–2007/08 (4), 2012/13 (1), 2014/15–2019/20 (5), 2024/25 - (2) |
|                                 | TSG Pfeddersheim                            | 11                 | 1.                | 2                   | 1987/88–1991/92 (5), 2000/01–2001/02 (2), 2009/10–2011/12 (3), 2024/25 (1) |
| 38.                             | FSV Oggersheim                              | 11                 | 1.                | 1                   | 1959/60–1963/64 (5), 1992/93–1996/97 (5), 2004/05 (1) |
|                                 | Mundenheimer SpVgg (heute MSV Ludwigshafen) | 11                 | 3.                | –                   | 1952/53, 1955/56–1964/65 (10) |
|                                 | RWO Alzey                                   | 11                 | 1.                | 1                   | 1993/94–1995/96 (3), 1997/98–2002/03 (6), 2016/17–2018/19 (2) |
|                                 | SV Guntersblum                              | 11                 | 8.                | –                   | 1976/77–1978/79 (3), 1981/82, 1983–84, 1988/89–1993/94 (6) |
|                                 | SV Olympia Rheinzabern                      | 11                 | 4.                | –                   | 1978/79–1988/89 (11) |
|                                 | VfR Friesenheim                             | 11                 | 1.                | –                   | 1952/53–1962/63 (11) |
|                                 | SV Horchheim                                | 10                 | 6.                | –                   | 1972/73–1975/76 (4), 1977/78 (1), 1984/85–1987/88 (4), 2002/03 (1) |
|                                 | SV Weisenau-Mainz                           | 10                 | 1.                | 1                   | 1953/54 (1), 1970/71–1973/74 (4), 1975/76–1976/77 (2), 1978/79–1979/80 (2), 1982/83 (1) |
|                                 | SpVgg 08 Oberstein                          | 10                 | 6.                | –                   | 1952/53–1955/56 (4), 1958/59–1963/64 (6) |
|                                 | SVN Zweibrücken (als SV Niederauerbach)     | 10                 | 1.                | 1                   | 1998/99–2007/08 (10) |
|                                 | TSC Zweibrücken                             | 10                 | 2.                | –                   | 1966/67–1975/76 (10) |
|                                 | FK Pirmasens II                             | 10                 | 1.                | 1                   | 2014/15 (1), 2017/18 – 2024/25 (9) |
| 50.                             | SC Birkenfeld                               | 9                  | 1.                | 1                   | 1981/82–1983/84 (3), 1990/91–1995/96 (6) |
|                                 | TuS Altrip                                  | 9                  | 6.                | –                   | 1961/62–1963/64 (3), 1965/66 (1), 1971/72–1973/74 (3), 1986/87–1987/88 (2) |
|                                 | SV Hermersberg                              | 9                  | 11.               | –                   | 2002/03–2004/05 (3), 2006/07–2007/08 (2), 2010/11–2011/12 (2), 2022/23–2023/24 (2) |
|                                 | SV Steinwenden                              | 8+                 | 10.               | –                   | 2018/19 – (9) |
|                                 | TuS Marienborn                              | 8+                 | 2.                | –                   | 2018/19 – (9) |
| 55.                             | Alemannia Worms                             | 8                  | 6.                | –                   | 1955/56–1960/61 (6), 1965/66–1966/67 (2) |
|                                 | Bavaria Ebernburg                           | 8                  | 6.                | –                   | 1980/81 (1), 1982/83–1984/85 (3), 1987/88 (1), 1989/90 (1), 1993/94–1994/95 (2) |
|                                 | FV Rockenhausen                             | 8                  | 5.                | –                   | 1990/91–1996/97 (7), 1999/00 (1) |
|                                 | SC West Kaiserslautern                      | 8                  | 2.                | –                   | 1952/53–1959/60 (8) |
|                                 | SV Kirchheimbolanden                        | 8                  | 8.                | –                   | 1978/79–1985/86 (8) |
|                                 | Wormatia Worms                              | 8                  | 1.                | 3                   | 1975/76–1976/77 (2), 1980/81 (1) (Amateure), 1993/94–1997/98 (5) |
|                                 | TuS Rüssingen                               | 8                  | 6.                | –                   | 2014/15 (1), 2017/18 – 2024/25 (7) |
|                                 | TSV Gau-Odernheim                           | 8                  | 3.                | –                   | 2018/19 – 2024/25 (8) |
| 63.                             | BSC Oppau                                   | 7                  | 1.                | 1                   | 1952/53, 1966/67 – 1969/70 (4), 1973/74 – 1974/75 (2) |
|                                 | Fontana Finthen                             | 7                  | 6.                | –                   | 1952/53 – 1953/54 (2), 2007/08 – 2011/12 (5) |
|                                 | SG Blaubach-Diedelkopf                      | 7                  | 8.                | –                   | 2007/08 – 2013/14 (7) |
|                                 | SV Edenkoben                                | 7                  | 1.                | 2                   | 1984/85 – 1985/86 (2), 1987/88 (1), 1996/97 – 1999/00 (4) |
|                                 | FSV Offenbach                               | 7                  | 7.                | –                   | 2012/13 – 2016/17 (5), 2023/24 – 2024/25 (2) |
|                                 | FC Basara Mainz                             | 6+                 | 3.                | –                   | 2019/20 – (7) |
|                                 | SV Morlautern                               | 6+                 | 1.                | 1                   | 2013/14 – 2014/15 (2), 2018/19 – 2021/22 (4), 2025/26 (1) |
| 70.                             | FK Pirmasens                                | 6                  | 1.                | 1                   | 1972/73 – 1974/75 (3) (Amateure), 1992/93 (1), 1995/96 – 1996/97 (2) |
|                                 | FV Germersheim                              | 6                  | 7.                | –                   | 1968/69–1973/74 (6) |
|                                 | FV Kusel                                    | 6                  | 7.                | –                   | 1975/76 (1), 1981/82 – 1983/84 (3), 1985/86 – 1986/87 (2) |
|                                 | TSG Kaiserslautern                          | 6                  | 3.                | –                   | 2001/02, 2009/10–2013/14 (5) |
|                                 | TuS Landstuhl                               | 6                  | 1.                | 1                   | 1976/77 – 1979/80 (4), 1981/82 – 1982/83 (2) |
| 75.                             | 1. FC 07 Meisenheim                         | 5                  | 5.                | –                   | 1979/80 (1), 1998/99 – 2000/01 (3), 2008/09 (1) |
|                                 | 1. FSV Mainz 05                             | 5                  | 1.                | 2                   | 1957/58 (1) (Amateure), 1976/77 – 1977/78 (2), 1997/98 – 1998/99 (2) (Amateure) |
|                                 | Bavaria Wörth                               | 5                  | 3.                | –                   | 1962/63 – 1966/67 (5) |
|                                 | Fortuna Mombach                             | 5                  | 2.                | –                   | 2013/14 – 2016/17 (5) |
|                                 | TSG Eisenberg                               | 5                  | 7.                | –                   | 1988/89 – 1992/93 (5) |
|                                 | TSG Hechtsheim                              | 5                  | 5.                | –                   | 1999/00 – 2003/04 (5) |
|                                 | SV Rammelsbach                              | 5                  | 4.                | –                   | 1954/55 – 1958/59 (5) |
|                                 | TuS Mechtersheim                            | 4+                 | 1.                | 2                   | 2001/02 – 2003/04 (3), 2015/16 (1), 2025/26 - (1) |
|                                 | FC Bienwald Kandel                          | 4+                 | 5.                | –                   | 2020/21 – 2023/24 (4), 2025/26 – (1) |
| 84.                             | ASV Idar-Oberstein                          | 4                  | 10.               | –                   | 1975/76–1977/78 (3), 1986/87 (1) |
|                                 | Normannia Pfiffligheim                      | 4                  | 1.                | 1                   | 1953/54 – 1956/57 (4) |
|                                 | Palatia Böhl                                | 4                  | 8.                | –                   | 1952/53 – 1955/56 (4) |
|                                 | SG Harxheim                                 | 4                  | 3.                | –                   | 1979/80 – 1982/83 (4) |
|                                 | SV Rodenbach                                | 4                  | 8.                | –                   | 2011/12 – 2012/13 (2), 2015/16–2016/17 (2) |
|                                 | TDSV Mutterstadt                            | 4                  | 9.                | –                   | 2011/12 – 2014/15 (4) |
|                                 | TuS Neuhausen                               | 4                  | 7.                | –                   | 2001/02 – 2004/05 (4) |
|                                 | VfL Iggelheim                               | 4                  | 6.                | –                   | 1956/57 – 1959/60 (8) |
|                                 | VfR Kandel                                  | 4                  | 8.                | –                   | 2014/15 – 2017/18 (4) |
|                                 | TSG 1846 Bretzenheim                        | 3+                 | 9.                | –                   | 2022/23 – (4) |
|                                 | VfB Bodenheim                               | 3+                 | 13.               | –                   | 2010/11 – 2011/12 (2), 2024/25 - (2) |
| 95.                             | ASV Nibelungen Worms                        | 3                  | 13.               | –                   | 1986/87–1987/88 (2), 1989/90 (1) |
|                                 | ASV Winnweiler                              | 3                  | 10.               | –                   | 2015/16 - 2017/18 (3) |
|                                 | FG Dannstadt                                | 3                  | 13.               | –                   | 1963/64 – 1965/66 (3) |
|                                 | SG Bruchweiler                              | 3                  | 5.                | –                   | 2003/04 – 2005/06 (3) |
|                                 | SV Rodalben                                 | 3                  | 14.               | –                   | 1984/85 – 1985/86 (2), 1988/89 (1) |
|                                 | TSV Schott Mainz                            | 3                  | 1.                | 1                   | 2011/12 – 2013/14 (3) |
|                                 | TuS Tiefenstein                             | 3                  | 13.               | –                   | 1978/79 – 1980/81 (3) |
|                                 | TV Lonsheim                                 | 3                  | 3.                | –                   | 2006/07 – 2008/09 (3) |
|                                 | VfL Neuhofen                                | 3                  | 4.                | –                   | 1953/54 – 1955/56 (3) |
|                                 | Viktoria Neupotz                            | 3                  | 8.                | –                   | 1969/70 – 1971/72 (3) |
|                                 | SG Meisenheim/Desloch-Jeckenbach            | 3                  | 4.                | –                   | 2019/20 – 2021/22 (3) |
|                                 | SV Rülzheim                                 | 3                  | 10.               | –                   | 2019/20 – 2021/22 (3) |
|                                 | TuS 1907 Steinbach                          | 2+                 | 9.                | –                   | 2022/23 (1), 2024/25 - (2) |
| 108.                            | Grün-Weiß Hochspeyer                        | 2                  | 4.                | –                   | 1973/74 – 1974/75 (2) |
|                                 | Schwarz-Weiß Bad Kreuznach                  | 2                  | 9.                | –                   | 1996/97 – 1997/98 (2) |
|                                 | SV Gommersheim                              | 2                  | 13.               | –                   | 2006/07 – 2007/08 (2) |
|                                 | SV Herschberg                               | 2                  | 9.                | –                   | 2016/17 – 2017/18 (2) |
|                                 | SV Spabrücken                               | 2                  | 15.               | –                   | 1988/89 (1), 1992/93 (1) |
|                                 | SV Weiersbach                               | 2                  | 10.               | –                   | 2003/04 – 2004/05 (2) |
|                                 | SV Weingarten 1946                          | 2                  | 1.                | 1                   | 2000/01 – 2001/02 (2) |
|                                 | TuS Hochspeyer                              | 2                  | 6.                | –                   | 1952/53 – 1953/54 (2) |
|                                 | SV DjK Phönix Schifferstadt                 | 2                  | 17.               | –                   | 2020/21 – 2021/22 (2) |
|                                 | SG Hüffelsheim                              | 1+                 | 16.               | –                   | 1999/00 (1), 2025/26 - (1) |
| 118.                            | ATSV Wattenheim                             | 1                  | 10.               | –                   | 2009/10 (1) |
|                                 | SG Waldfischbach                            | 1                  | 15.               | –                   | 1952/53 (1) |
|                                 | SV Martinshöhe                              | 1                  | 13.               | –                   | 1980/81 (1) |
|                                 | Viktoria Merxheim                           | 1                  | 18.               | –                   | 1984/85 (1) |
| Stand: vor Saisonbeginn 2024/25 |                                             |                    |                   |                     | |